# Кусто, Жан-Мишель
Жан-Мишель Кусто (фр. Jean-Michel Cousteau, род. 1938) — французский исследователь, защитник окружающей среды, педагог и кинопродюсер. Старший сын известного океанографа Жака-Ива Кусто, отец Фабьена Кусто и Селин Кусто. Жан-Мишель Кусто — член Национального совета по архитектуре и дипломированный специалист знаменитой Парижской школы архитектуры.

## Биография
Жан-Мишель — сын Жака-Ива и Симоны Мельхиор Кусто. Впервые нырнул с аквалангом в 1945 году, в возрасте 8 лет. Хотя Жан-Мишель получил специальность архитектора, позже он присоединился к Обществу Кусто, созданному его отцом, и оставался вице-президентом общества на протяжении 20 лет. В 1993 начал снимать собственные фильмы об окружающей среде. Жан-Мишель и его отец разошлись во мнениях относительно деятельности Общества и управления им.
После того, как Жан-Мишель открыл на Фиджи отель, названный своей фамилией, Жак-Ив Кусто подал против него судебный иск (в 1995 году). В июне 1996 года суд выдал Жану-Мишелю предписание везде добавлять к названию отеля и своё собственное имя, чтобы не смешивать свой бизнес с некоммерческими начинаниями отца.
В 1999 Жан-Мишель Кусто основал Общество будущего океана, природоохранную и образовательную организацию, среди целей которой выработка этики сохранения Мирового океана, проведение исследований и разработка образовательных программ. В 2003 году Общество совместно с Франческой Сорренти и Маришей Шибуя из проекта SKe GROUP выпустило в издательстве «Trolley Books» книгу «Water Culture», в которую вошли разнообразные фотоснимки, объединённые морской тематикой, и интервью с известными людьми о проблемах воды.
Кусто также занимает должность председателя французского Зелёного креста.
В последнее время Жан-Мишель Кусто работает над документальным освещением катастрофы на нефтяной платформе Deepwater Horizon, в 50 милях от побережья Луизианы, на которой в 2010 году погибли 11 работников и двое участников операции по остановке разлива нефти.
В 2019 году Жан-Мишель Кусто предложил властям РФ свою помощь в выпуске косаток и белух, которых привезли к Охотскому морю. 25 июня 2019 года первую партию из двух косаток и шести белух доставили на мыс Перовского в Хабаровском крае, где их выпустят на волю после процедуры адаптации. Ученый сообщил, что внимательно следил за ходом запланированного в России выпуска косаток и белух. Он поблагодарил власти РФ в принятии такого важного решения.

## Работа в качестве продюсера и актёра
Жан-Мишель Кусто продюсировал создание более 70 фильмов.
Вместе со Стивеном Хилленбергом Кусто появился в документальном материале на DVD-версии полнометражного мультфильма «Губка Боб Квадратные Штаны». В ролике они обсуждали настоящие прототипы персонажей фильма. Аналогичный фильм «Изучение Рифов» был записан для DVD-версии мультфильма «В поисках Немо» студий Disney и Pixar. Там Жан-Мишель появился в кадре вместе с персонажами мультфильма и рассказывал о загрязнении океанов.
Также Кусто появился в документальном фильме Coral Reef Adventure, снятом в формате IMAX.
В 2006 году Жан-Мишель Кусто выпустил серию документальных фильмов «Океанские приключения». Общество будущего океана, KQED и PBS продолжили работу над серией в 2007—2008 годах. В октябре 2006 года Жан-Мишель Кусто и его дети Фабьен и Селин отправились с экспедицией на берега Амазонки. 20 лет назад учёные-экологи пророчили этим местам необратимый ущерб и вырождение, а 25 лет назад Жан-Мишель Кусто со своим легендарным отцом прошёл с кинокамерой всю длину реки.
В 2006 году президент США Джордж Буш под влиянием фильма Кусто «Voyage to Kure» создал национальный морской памятник Папаханаумокуакеа, превратив 360 тыс. км² океанской воды, островов и атоллов в одну из крупнейших в мире охраняемых морских территорий.

## Фильмография
Все появления в кино — в роли самого себя, если не указано иное.
- «The Undersea World of Jacques Cousteau» (1968) — помощник продюсера
  - «Search in the Deep»
  - «Savage Worlds of the Coral Jungle»
- «The Alan Thicke Show» (17 октября 1980)
- «Les Pièges de la mer aka Cries from the Deep» (1982) — delegate producer
- «Cousteau: Alaska: Outrage at Valdez» (1989) — исполнительный продюсер и режиссёр
- «Stories of the Sea» (1996)
- «Exploring the Reef with Jean-Michel Cousteau» — «Изучение Рифов» (2003) — вышел на 2-м DVD «В поисках Немо».
- «MacGillivray Freeman’s Coral Reef Adventure» (2003)
- «Hollywood’s Magical Island: Catalina» (2003)
- «Deadly Sounds in the Silent World» (2003)
- «Sharks 3D» (2004) — ведущий
- «Tout le monde en parle» (10 апреля 2004)
- «The 100 Greatest Family Films» (2005)
- «Jean-Michel Cousteau: Ocean Adventures» (2006—) — также исполнительный продюсер
  - «America’s Underwater Treasures» (две части, 20 и 27 сентября 2006) — Роберт Редфорд
  - «Sharks at Risk» (12 июля 2006), рассказывает Пирс Броснан
  - «The Gray Whale Obstacle Course» (19 июля 2006), рассказывает Пирс Броснан
  - «Voyage to Kure» (две части, 5 и 12 апреля 2006), рассказывает Пирс Броснан
  - «Return to the Amazon» (две части, 2 и 9 апреля 2008), рассказывает Делрой Линдо
  - «Sea Ghosts» (8 апреля 2009), рассказывает Энн Хеч
  - «Call of the Killer Whale» (22 апреля 2009), рассказывает Крис Нот
- «Slater Meets Her Hero Jean-Micheal Cousteau» (2006)
- «Voxtours»: «Karibische Jungferninseln — Die British Virgin Islands» (19 августа 2006)
- «Dolphins and Whales 3D: Tribes of the Ocean» (2008) — ведущий
- «The Late Late Show with Craig Ferguson» (1 апреля 2008, 31 июля 2008 и 25 июля 2010)

## Киновоплощения
- Одиссея — Бенжамин Лаверн, Рафаэль де Ферран (в детстве)